# Zirnitra
Na mitologia vêneda Zirnitra, ou Zir, é um dragão eslavo preto e o deus da feitiçaria. A imagem de Zirnitra foi empregada em uma bandeira Wendish quando os Wends lutaram ao invadir os Saxões. Zirnitra literalmente significa magicamente fortalecido.
Rosvodiz é um apelido de Zirnitra.